# Équipe de France de Hopman Cup
L'équipe de France de Hopman Cup est l’équipe qui représente la France lors de la compétition de tennis par équipe nationale appelée Hopman Cup depuis 1989.
La France a remporté deux éditions de la Hopman Cup, en 2014 et en 2017, pour deux défaites en finale (1998 et 2012).

## Palmarès
- Victoire en 2014 et en 2017
- Finaliste en 1998 et 2012

## Résultats par année
- 1989 : Pascale Paradis et Thierry Tulasne : quart de finalistes
- 1990 : Isabelle Demongeot et Yannick Noah : quart de finalistes
- 1991 : Catherine Tanvier et Guy Forget : demi-finalistes
- 1992 : Julie Halard et Henri Leconte : quart de finalistes
- 1993 : Nathalie Tauziat et Guy Forget : demi-finalistes
- 1994 : Nathalie Tauziat et Cédric Pioline : quart de finalistes
- 1995 : Julie Halard et Jean-Philippe Fleurian : demi-finalistes
- 1996 : Catherine Tanvier et Arnaud Boetsch : 4e du groupe A, 1 victoire 2 défaites
- 1997 : Guy Forget et Mary Pierce : 4e du groupe A, 3 défaites
- 1998 : Cédric Pioline et Mary Pierce : 1er du groupe, 3 victoires. La finale oppose la Slovaquie et la France. La France s'incline 2 à 1.

|  | Équipe 1  | Score | Équipe 2 |  |
|  | Slovaquie | 2 – 1 | France   |  |

- 2002 : Virginie Razzano et Arnaud Clément : 4e du groupe A, 3 défaites
- 2004 : Amélie Mauresmo et Fabrice Santoro : 2e du groupe B, 2 victoires, 1 défaite
- 2007 : Tatiana Golovin et Jérôme Haehnel : 2e du groupe A, 2 victoires, 1 défaite
- 2008 : Tatiana Golovin et Arnaud Clément : 2e du groupe A, 2 victoires, 1 défaite
- 2009 : Alizé Cornet et Gilles Simon : 3e du groupe B, 1 victoire, 2 défaites
- 2011 : Kristina Mladenovic et Nicolas Mahut : 2e du groupe B, 2 victoires, 1 défaite
- 2012 : Marion Bartoli et Richard Gasquet : 1er du groupe B, 3 victoires. La finale oppose la République tchèque et la France. La France s'incline 2 à 0.

|  | Équipe 1           | Score | Équipe 2 |  |
|  | République tchèque | 2 – 0 | France   |  |

- 2013 : Jo-Wilfried Tsonga et Mathilde Johansson : 4e du groupe A, 3 défaites
- 2014 : Jo-Wilfried Tsonga et Alizé Cornet : 1er du groupe B, 3 victoires. La finale oppose la Pologne et la France. La France s'impose 2 à 1.

|  | Équipe 1 | Score | Équipe 2 |  |
|  | Pologne  | 1 – 2 | France   |  |

- 2015 : Alizé Cornet et Benoît Paire : 3e du groupe B, 2 victoires, 1 défaite
- 2016 : Caroline Garcia et Kenny de Schepper : 4e du groupe B, 3 défaites
- 2017 : Kristina Mladenovic et Richard Gasquet : 1er du groupe A : 3 victoires. La finale oppose la France aux États-Unis. La France s'impose 2 à 1.

|  | Équipe 1 | Score | Équipe 2   |  |
|  | France   | 2 – 1 | États-Unis |  |

- 2018 : la France ne défend pas son titre
- 2019 : Alizé Cornet et Lucas Pouille : 4e du groupe A, 3 défaites
- 2020-2022: aucune édition disputée
- 2023 : Alizé Cornet et Richard Gasquet : 3e du groupe 1, 1 victoire, 1 défaite